# Yahúna
Yahúna (Jaúna, Yaúna, Iaúna), pleme ili skupina plemena iz bazena rijeke Apaporis u Kolumbiji. Četiri njihove podgrupe govorile su vlastitim dijalektima (prema Koch-Grünbergu 1913), to su, viz.: Yahúna vlastiti na rijeci Apaporis; Kuschiíta; Ópaina (Tanimbóka-tapuyo), na Apaporisu; Dätúana na rijeci Boopäyacá, pritoka Pirá-Paraná. Jezik plemena je nestao a preživjelo ih je manje od 20 na rijeci Umana i 3 na Apaporisu (1988). Pripadali su porodici tucanoan.